# Valle del Yaqui
El valle del Yaqui se encuentra al sureste del estado de Sonora, México, entre la sierra Madre Occidental y el mar de Cortés, al norte se encuentra Ciudad Obregón, y al sur limita con el valle del río Mayo; entre los paralelos 27°10' y 27°50' latitud norte, y los meridianos 109°55' y 110°36'. El principal curso de agua del estado, es el río Yaqui, cruza por la zona oeste del valle. Es una de las principales regiones agrícolas de México.
Los nativos aborígenes, los Yaquis, desde épocas precolombinas habitaron y cultivaron en el margen del lado oeste del río Yaqui. Gran parte del valle, hacia el lado este del río, era una región semi-desértica cubierta de matorrales, mezquites y cactáceas. No fue hasta finales del siglo XIX cuando se desarrolló el proyecto de riego concebido por Carlos Conant, y se comenzó a utilizar una vasta área para la agricultura.
En 1945 Norman E. Borlaug realiza investigaciones sobre el trigo y roya, resultando en el inicio de la Revolución verde a nivel mundial, rescatando de la desnutrición a millones de vidas.
La extensión del valle del Yaqui es aproximadamente de 450 000 hectáreas (4500,0 km²). Gran parte del Valle se utiliza para la siembra de trigo, que es el principal cultivo de la región, sin embargo importantes cantidades de diversas oleaginosas, algodón y hortalizas se producen actualmente en el valle. El valle del Yaqui es uno de los mayores productores de productos agrícolas en todo el estado de Sonora. Hay que valorar mucho su existencia ya que en el pasado muchos alimentos se exportaban a Estados Unidos y Canadá.